# São João Baptista (Beja)
São João Baptista (llamada oficialmente Beja (São João Baptista)) era una freguesia portuguesa del municipio de Beja, distrito de Beja.

## Historia
Fue suprimida el 28 de enero de 2013, en aplicación de una resolución de la Asamblea de la República portuguesa promulgada el 16 de enero de 2013 al unirse con la freguesia de Santiago Maior, formando la nueva freguesia de Beja (Santiago Maior e São João Baptista).